# 砷酸銅
砷酸銅（Cu3(AsO4)2.4H2O，或 Cu5H2(AsO4)4.2H2O），是一種藍色或藍綠色粉末，不可溶於水和酒精，但可溶於氨水和稀釋的酸。其CAS號是[7778-41-8]或[10103-61-4]。

## 用途
砷酸銅可用作農業殺蟲劑，也可用作除草劑、抗真菌劑和滅鼠劑。在子彈誘饵中可作為毒藥使用。
砷酸銅有時會被誤稱為舍勒绿，尤其是用作色素時。

## 自然界中的存在
無結晶水砷酸銅Cu3(AsO4)2，可在自然中形成礦物斜砷銅石。四水合砷酸銅Cu3(AsO4)2.4H2O，在自然界中以礦物rollandite的形式存在。

## 相關化合物
鹼式砷酸銅（Cu(OH)AsO4）是砷酸銅的基本變體，其CAS號為[16102-92-4]，在自然界中形成橄欖銅礦，可用於殺蟲劑、抗真菌劑和除蹣劑，但從2001年起泰國禁止使用這種農藥 。

## 擴展鏈接
- National Pollutant Inventory - Copper and compounds fact sheet